# ほったゆみ
ほった ゆみ（本名：堀田 由美（旧姓：太田）、1957年10月15日 - ）は、日本の漫画家、漫画原作者。愛知県岡崎市出身。名古屋市在住。血液型はAB型。実際のペンネームの「ほったゆみ」は、後出の通り、夫の堀田清成、妻の堀田由美による、夫婦共同ペンネームである。

## 人物
代表作は『ヒカルの碁』（漫画：小畑健）。原作は同作が初めて。第45回（平成11年度）小学館漫画賞受賞。また、囲碁の普及にも大きく貢献したとし、第33回大倉喜七郎賞等、囲碁界の賞を受賞。本人の棋力は2008年時点で3級だという。
夫は競馬漫画家の堀田清成。かつて中日新聞の夕刊の投書欄の挿絵画家として「ほったゆみ」の名前は東海地方では有名であったが、清成が名義だけ借りていた。同様の仕事に競馬雑誌における一コマ漫画や四コマ漫画もあった。『ヒカルの碁』も基本的なプロットをゆみが、長編化の為の肉付けを清成が担当。10話以降は、ほぼ夫婦共作である。
後に『週刊少年ジャンプ』2005年11号から32号まで連載したスピードスケートを題材とした漫画『ユート』の原作がある。
元来、漫画家であることもあって、原作はネーム形式であるという。しかし実は絵を描くのが苦痛で、絵が描けないところは描かない（そういうときはセリフのみ書く）と『ヒカルの碁』のネームの日々（単行本第2巻掲載）で語っている。

## 略歴
- 1985年 - 『まんがタイムファミリー』にて漫画家（夫婦共同執筆）デビュー。
- 1987年 - 小学館ビッグコミック賞佳作入賞。
- 2000年 - 第45回（平成11年度）小学館漫画賞受賞（『ヒカルの碁』）。
- 2002年 - 日本棋院から第33回大倉喜七郎賞を受賞。
- 2003年 - 手塚治虫文化賞 新生賞受賞（『ヒカルの碁』）。

## 作品リスト
- ヒカルの碁（漫画：小畑健）
- ユート（漫画：河野慶）
- はじマン チャレンジ!はじめてのマンガ（2013年5月23日から「となりのヤングジャンプ」で連載を開始。）[4]